# شورای شهر بیرمنگام
شورای شهر بیرمنگام (انگلیسی: Birmingham City Council) یک سازمان دولتی داخلی است که مسئول حکومت در شهر بیرمنگام در انگلیس است که این شهر در سال ۱۹۷۴ به یک کلان‌شهر تبدیل شد. این شورای شهر پرجمعیت‌ترین شورای شهر در انگلستان است.